# 云南民族大学附属中学
25°03′39″N 102°42′03″E / 25.06088°N 102.70087°E
云南民族大学附属中学，简称云南民大附中，是中华人民共和国云南省昆明市的一所混合所有制民办一级完全中学，2014年由云南民族大学及昆明市呈贡区人民政府共同成立，並以「小班教育」、「精細化管理」及「富民族特色」見稱。

## 校史
云南民族大学附属中学由云南民族大学及昆明市呈贡区人民政府於2014年6月19日獲雲南省教育廳批准創辦，校址位處昆明市一二一大街134号，建築面積達84353平米，建成前曾假雲南民族大學蓮華校區開課，為一間混合所有制民办完全中学。該校創立原意是向隸屬大學的教职工子女提供「蓮花品質教育」，亦重視學生的內涵發展（品德好、品行正、品位高），因此採取半封閉式軍事化管理，培養其操行品格；校徽糅合「鷹、荷、書、天、地、人」六種具體與文化意象，寓意「扶搖直上九萬里」（擷自李白《上李邕》）。學校配合社會需要，本著「三民」理念，採用小班化精英教学模式，每班容納約30人，初時共招收了360名学生（高一年级6个班和初一年级6个班），並在全國招聘教育精英。
云南民大附中基於倚靠雲南民族大學資源發展的優勢，傳承民族文化而令校譽日漸良好，所以2016年分別受雲南省教育廳、省民宗教事務委員會、昆明市教育局和民宗局委託，開辦省高中民族班、昆明市高中民族班、阿詩瑪班，制訂《民族特色人才培养方案》培養當地少數族裔人才。2014至2017年，校方不斷改變規模，透過精細化管理提高教學質量，2015年11月先後獲得「雲南省民族團結教育示範學校」、「昆明市平安校園」、「五華區文明單位」、「呈貢區首屆名學校」等榮譽稱號；2017年7月為止初高中班已有66个（在校学生2400人）；教职工則有240人（特级教师2人、中高级职称110人）。
云南民大附中除了提供基本初高中課程，也投入大量师资扶助州市民族学校，开设相關特色课程，內容涵蓋民族舞蹈、民族音乐、民族美术、民族体育课等。2018年5月初，校方跟玉龍納西族自治縣人民政府簽訂托管协议，給予麗江市玉龍縣第一中學第二個名銜 — 云南民族大学附属中学丽江分校，促进地区教育與扶贫事业发展。2019年6月，校內一直採用的小班教學政策讓學生在高考裡取得成果，更使重点大学上线率有所上升；2020年，学校晋升為省一级二等完全中學，隨後優化不少基礎設施，如配置了多媒體高端教學設備、高規格運動場，以及擴大圖書館架構（32個閲覽室、圖書總量為712843冊）等。

## 外部鏈接
- 云南民族大学附属中学 - 媒体视角 （页面存档备份，存于）